# Renfe série S-440
La série 440 est une série d'automotrices électriques de la Renfe.

## Origine de la série
Au début des années 1970, le parc d'automotrices de la Renfe comprend 269 automotrices et 422 remorques que l'on peut répartir en trois groupes :
- des unités en 1500 volts encore nombreuses des séries 433 et 434,
- les "suisses" des séries 436, 437 et 438, déjà dépassées en matière de vitesse et de confort,
- les dernières automotrices bi-tension de la série 439, certes capables d'atteindre les 130 km/h, mais peu nombreuses, à la capacité exiguë, et au confort discutable.

La politique d'extension des électrifications et de transformation des lignes 1500 volts en 3000 volts connait une impulsion nouvelle dans le cadre du plan stratégique de la Renfe pour 1972/1975. Celui-ci s'est également fixé comme objectif l'amélioration des services de banlieue autour des grandes agglomérations, et la possibilité de parcourir les grandes lignes du réseau à la vitesse de 140 km/h. L'arrivée de la nouvelle série 440 va répondre à ce programme.

## Conception

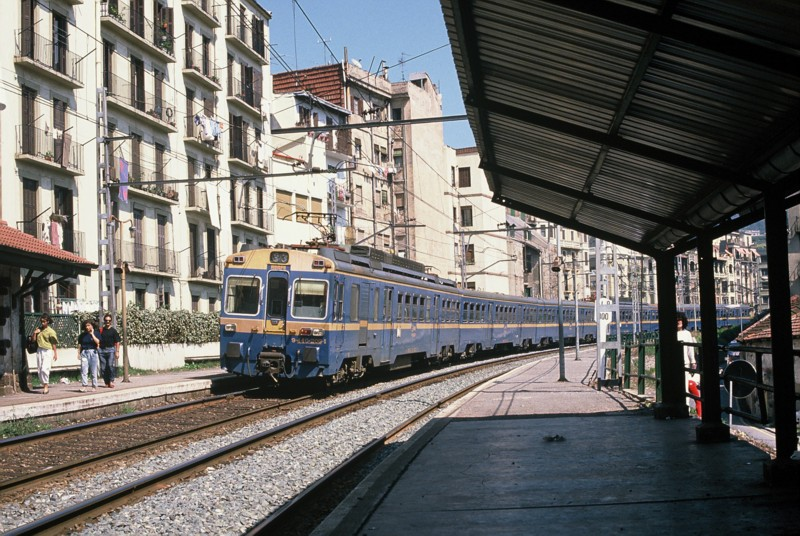
La 440-206 à Gros-Asdeap. 28 juillet 1988

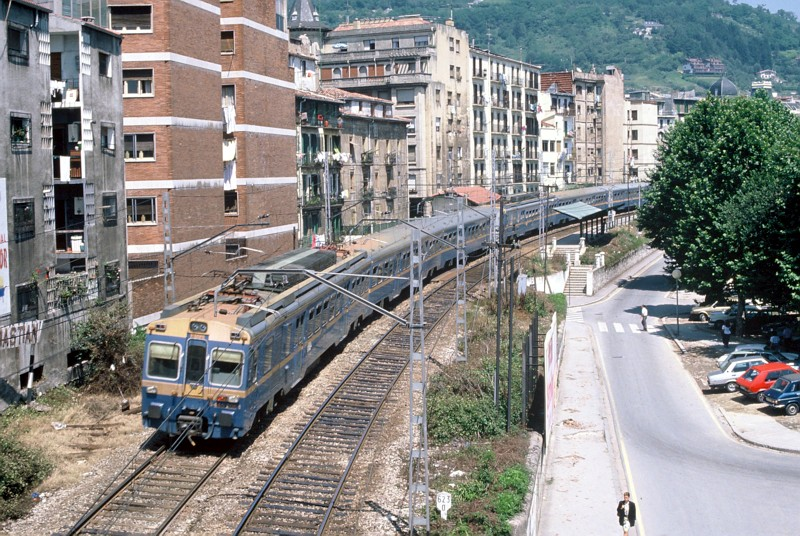
La 440-206 à Gros-Asdeap. 28 juillet 1988

La composition basique des rames 440 est d'une motrice et de deux remorques (dont une avec cabine de conduite), offrant une capacité totale de 708 voyageurs. 
Les 440 sont couplables entre elles, la composition maximale étant de trois éléments. La grande nouveauté est constituée par les bogies, dotés d'une suspension secondaire pneumatique et de freins à disques munis de patins électromagnétiques. Cette suspension pneumatique sera ultérieurement utilisée par la Renfe sur la série 444, par la SNCF sur le TGV, et par la DB sur l'ICE 1. Les 440 possèdent divers éléments communs avec les séries 432 et 444.
Les parties électriques sont fournies par WESA et General Electric Española, sous licence Mitsubishi.
Les deux dernières unités du premier lot sont transformées avec un équipement électronique de puissance chopper, donnant naissance à la sous-série 440.5. En 1978, une petite série de dix unités seulement bi-caisse est livrée. Elle est destinée à la ligne Aluche-Mostoles, inaugurée en 1975, sur laquelle la présence de fortes rampes semble prohiber toute composition supérieure à deux caisses. Par la suite, cette position sera révisée.
Diverses améliorations sont apportées en cours de construction : à partir de la 440-088, les motrices sont équipées d'un contrôle de freinage pneumatique, considéré comme frein de secours. Une nouvelle version du moteur est introduite à partir de la 440-140. Sur les 59 dernières unités sorties, les sièges fixes en skay sont remplacés par des sièges réversibles recouverts de toile.
Livraisons :
- 440-001 à 440-029 : CAF 1974
- 440-030 à 440-064 : CAF 1975
- 440-065 à 440-078 : CAF 1976
- 440-079 à 440-095 : CAF 1977
- 440-096 à 440-122 : CAF 1979
- 440-123 à 440-143 : CAF 1979
- 440-144 à 440-171 : CAF 1980
- 440-172 à 440-202 : CAF 1981
- 440-203 : CAF 1982
- 440-204 à 440-230 : CAF 1983
- 440-231 à 440-233 : CAF 1984
- 440-234 à 440-253 : CAF 1985

La plus grande partie des remorques intermédiaires et des remorques-pilotes est fournie par MACOSA.
Les 440 sont les premières automotrices à sortir d'usine avec une nouvelle livrée bleu et jaune, qui se généralisera sur le reste du parc au début des années 1980.

## Service

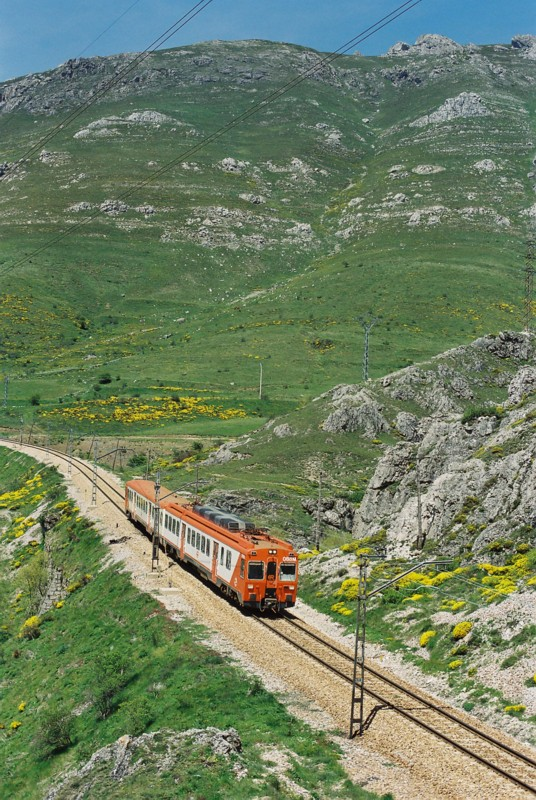
La 440-088 à Busdongo. 25 mai 2001.

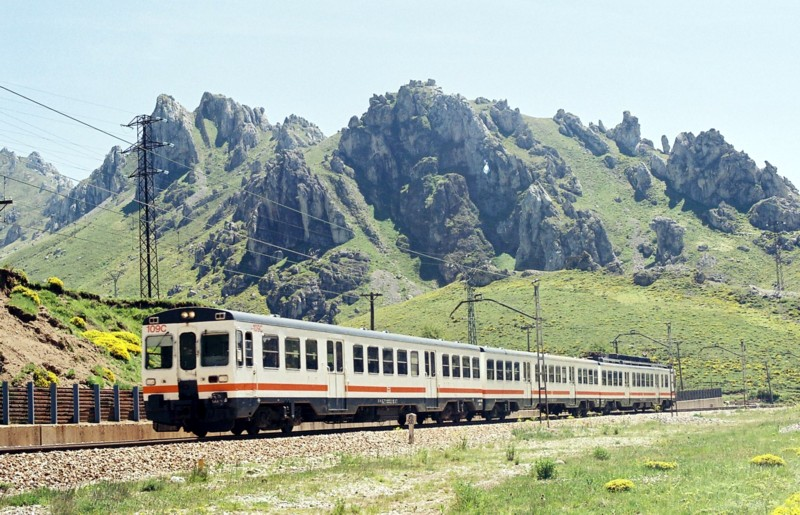
La 440-107 en livrée R1 à Busdongo. 25 mai 2001.

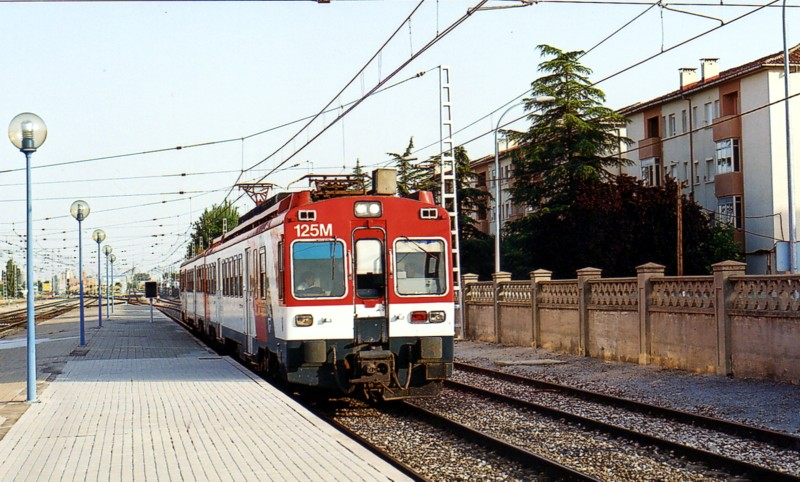
La 440-125 en livrée Cercanias à Palencia. 5 août 2003.

Les premières unités livrées sont affectées à Barcelone (lignes de Vilanova, Mataró et Granollers) et Madrid (lignes de Vilalba, Avila et Segovie) qui ont alors les réseaux de banlieue les plus développés d'Espagne. Constituant alors les éléments les plus modernes d'un parc dont elles représentent le renouveau, elles sont utilisées pour toutes les nouvelles inaugurations de lignes de banlieue : Malaga-Fuengirola le 31 juillet 1975, Aluche-Mostoles le 31 octobre 1976, et Barcelone-aéroport de Prat de Llobregat en 1975.
Une fois retirés de la ligne Aluche-Mostoles, les 440 bi-caisses sont réaffectées à Madrid où elles assurent un service de navettes entre la gare de Principe Pio et Pinar. Elles y gagnent leur surnom de Pollitos. par la suite, en octobre 1992, d'autres 440 seront transformées en compositions bi-caisses, peintes aux couleurs régionales orange et blanc,  et utilisées sur la ligne de Ripoll en replacement des 438. Elles sont localement connues sous le surnom de delta.
L'augmentation progressive du parc et l'extension des électrifications permet d'étendre leur rayon d'action : les madrilènes vont désormais jusqu'à Henares, Parla et Fuenlabra, les barcelonaises à Reus, Tortosa et Port-Bou. La Renfe n'hésite pas à leur confier des services longue distance, comme un Valence-Port-Bou, ancêtre du regional exprés actuel. Le milieu des années 1980 marque leur apogée. On peut alors les voir assurer tous types de trains, des trains-tramways aux semi-directs en passant par les rapides, comme le Madrid-León-Reinosa-Santander souvent assuré en triple composition. Elles renforcent les grands rapides, et assurent même des trains de nuit. Tous les étés, cinq à six unités sont mutées de Madrid à Barcelone afin de renforcer le service des plages. Elles sont particulièrement appréciées des voyageurs pour leur confort, la seule critique portant sur l'absence de climatisation.
La 440-041, très endommagée par les inondations de Malaga en 1989, est remise en état par Sunsundegui.
À partir de 1989, la division de la Renfe en différentes activités a des conséquences directes sur la série, qui commence à adopter la nouvelle livrée rouge et blanche réservée à la banlieue et le gros "C" blanc lié à cette activité. Elles sont alors concentrées sur les taches de banlieue autour de Madrid et Barcelone, abandonnant les trains régionaux aux 436, ce qui constitue une régression.
Entre juin 1993 et novembre 2002, 160 unités de la série 440 sont modernisées (440R).
28 unités restent en état d'origine ou n'ont fait l'objet que d'une modernisation dite "légère". Il s'agit des 440-001, 034, 036, 077, 078, 080, 084, 086 à 088, 091, 096, 097 (modernisation légère), 105, 107 à 109, 112, 113 (modernisation légère), 121, 125, 127, 130 à 134. Sur ce total, certaines sont réformées et envoyées à la casse : la 440-034 le 5 octobre 2000, la 440-036 le 28 février 1997, la 440-084 le 8 mars 2000, et la 440-086 le 22 mars 2001. La 440-001, réformée le 30 septembre 2000, est confiée à l'association ASVAFER pour préservation. D'autres, au contraire, reçoivent les nouvelles livrées : c'est le cas de la 440-105, première à recevoir la nouvelle décoration régionale début mars 2001.
Ne disposant pas de l'air conditionné, les 440 encore en état d'origine ont été regroupées au nord du pays, dans les dépôts de Barcelone, León et Santander.
Les six unités assignées à León en mars 2001 sont des compositions bi-caisses affectées au trains régionaux León-Vigo, León-Ponferrada, León-Gijón, León-Burgos, León-Valladolid, Vigo-Orense, Valladolid-Santander, Valladolid-Medina de Pomar et Valladolid-Medina del Campo.
Santander dispose de douze unités dont sept réservées à la banlieue. Elles sont toutes affectées à la ligne C1 Santander-Reinosa. Cinq d'entre elles sont équipées de l'air conditionné en cabine. Elles portent toutes les armoiries de la communauté cantabrique peintes sur les flancs des cabines. Toutes les remorques intermédiaires ont été réformées en 2003. Les cinq unités régionales sont décomposées en deux unités bi-caisses et trois unités tri-caisses. Certaines portent encore la livrée régionale d'origine, dite R1, à dominante blanche. Elles assurent des services de Santander à Mataporquera, Alar del Rey, Palencia, Valladolid, Burgos, Venta de Baños, parfois en remplacement de 432 ou de 470.
Les cinq unités affectées à Barcelone sont des bi-caisses de banlieue. Elles assurent exclusivement le service de Puigcerda à Latour-de-Carol.